# Ludovico Gazzoli
Ludovico Gazzoli (Terni, Umbría, 18 de marzo de 1774 - Roma, 12 de febrero de 1858) fue un cardenal italiano del siglo XIX. Era sobrino del cardenal Luigi Gazzoli (1803).

## Biografía
Ludovico Gazzoli estudió en Frascati y en la Universidad de Perugia. Fue magistrado del Tribunal Supremo de la Signatura Apostólica, gobernador de Fabriano, de Spoleto y de Rieti, nuncio apostólico en Ancona y en Urbino-Pesaro, legado apostólico en Forlì y presidente de la Comarche.
El papa Gregorio XVI lo nombró cardenal in pectore durante el consistorio del 30 de septembre de 1831, nombramiento que se hizo público el 2 de julio de 1832. En diciembre de ese año se le asignó la diaconía de San Eustaquio.
El 15 de abril de 1833 se convirtió en camerlengo del Sagrado Colegio, cargo que mantuvo hasta enero de 1834, cuando fue nombrado prefecto de la Congregación de las vías, de las aguas y de los acueductos del Tíber y en 1843 prefecto de la Congregación de la buena gobernanza.
El cardenal Gazzoli participó en el cónclave de 1846, en el que el papa Pío IX fue elegido sumo pontífice.
En 1857 optó por la diaconía de Santa María en Vía Lata y el 14 de marzo de ese año se convirtió en cardenal protodiácono, cargo que lo acompañó hasta la muerte. Murió el 12 de febrero de 1858, a la edad de 83 años. El túmulo de despedida tuvo lugar en la basílica de Santa María en vía Lata.